# Орешје над Севницо
Орешје над Севницо (словен. Orešje nad Sevnico) је насељено место у општини Севница, Посавска регија, Словенија.

## Историја
До територијалне реорганизације у Словенији било је у саставу старе општине Севница.

## Становништво
У попису становништва из 2011. године, Орешје над Севницо је имало 165 становника.
| Број становника према пописима | Број становника према пописима | Број становника према пописима |
| ------------------------------ | ------------------------------ | ------------------------------ |
| 1991                           | 2002                           | 2011                           |
| 166                            | 173                            | 165                            |

Напомена: До 1953. исказивано под именом Орешје.